# Estibiconita
La estibiconita es un mineral de la clase de los minerales óxidos, y dentro de esta pertenece al llamado “grupo de la estibiconita”. Fue descubierta en 1862 en una mina de las montañas Fichtelgebirge, en el estado de Baviera (Alemania), siendo nombrada así del griego: stibi -antimonio- y konis -polvo-, en alusión a su composición y aspecto. Sinónimos poco usados son: arsenostibita, hidroromeíta, estibianita, estibilita, estibiolita o volgerita.

## Características químicas
Es un óxido hidroxilado de antimonio. El grupo de la estibiconita en que se encuadra son minerales óxidos del sistema cristalino cúbico.
Ha sido durante mucho tiempo considerado un mineral, pero estudios recientes hacen pensar que quizás es una variedad.

## Formación y yacimientos
Es un mineral de formación secundaria que aparece en yacimientos de minerales del antimonio de alteración hidrotermal, donde reemplaza a la primaria estibina alterándola y oxidándola, también a otros minerales del antimonio.
Suele encontrarse asociado a otros minerales como: cervantita, valentinita, quermesita, antimonio o estibina.

## Usos
Se extrae en las minas como mena del antimonio.